# Unión Bautista Boliviana
La Unión Bautista Boliviana es una asociación cristiana evangélica de iglesias bautistas que tiene su sede en Cochabamba, Bolivia. Ella está afiliada a la Unión Bautista Latinoamericana y a la Alianza Bautista Mundial.

## Historia
La Unión tiene sus orígenes en una misión bautista canadiense en 1898 en Oruro. Fue fundado oficialmente en 1936. Según un censo de la asociación, en 2023 dijo que tenía 267 iglesias y 50,580 miembros.

## Escuelas
En 1941 fundó el Seminario Teológico Bautista en Cochabamba.